# Autódromo Cidade de Rafaela
O Autódromo Cidade de Rafaela (em espanhol: Autódromo Ciudad de Rafaela) é um autódromo localizado na cidade de Rafaela, na província de Santa Fé, na Argentina.
O autódromo foi inaugurado em 1952 em uma prova da Turismo Carretera com o formato oval com piso de terra e com 1,477 km de comprimento, em 1966 houve uma reforma que culminou na pavimentação do circuito transformando em um oval de alta velocidade, em 28 de fevereiro de 1971 recebeu as 300 Millas Indy da categoria USAC (posteriormente CART e Champ Car), atualmente possui 3 variantes de traçado. Em 2005 o oval recebeu as 100 Millas de Rafaela da categoria TC 2000. O circuito pertence ao clube de futebol Atlético de Rafaela.